# Mumbai City Football Club 2023-2024
Questa voce raccoglie le informazioni riguardanti il Mumbai City nelle competizioni ufficiali della stagione 2023-2024.

## Organico

### Rosa
| N. |                        | Ruolo | Calciatore            |
| -- | ---------------------- | ----- | --------------------- |
| 1  | India (bandiera)       | P     | Phurba Lachenpa       |
| 2  | India (bandiera)       | D     | Rahul Bheke           |
| 3  | India (bandiera)       | D     | Valpuia               |
| 4  | Spagna (bandiera)      | D     | Tiri                  |
| 5  | India (bandiera)       | D     | Mehtab Singh          |
| 6  | India (bandiera)       | A     | Vikram Partap Singh   |
| 7  | India (bandiera)       | A     | Lallianzuala Chhangte |
| 8  | Paesi Bassi (bandiera) | C     | Yoëll van Nieff       |
| 9  | Slovacchia (bandiera)  | A     | Jakub Vojtuš          |
| 10 | Spagna (bandiera)      | C     | Alberto Noguera       |
| 11 | India (bandiera)       | A     | Gurkirat Singh        |
| 13 | India (bandiera)       | P     | Mohammad Nawaz        |
| 16 | India (bandiera)       | C     | Vinit Rai             |
| 17 | India (bandiera)       | D     | Sanjeev Stalin        |
| 18 | Australia (bandiera)   | D     | Rostyn Griffiths      |
| 20 | India (bandiera)       | A     | Jayesh Rane           |

| N. |                        | Ruolo | Calciatore             |
| -- | ---------------------- | ----- | ---------------------- |
| 21 | India (bandiera)       | C     | Seilenthang Lotjem     |
| 22 | India (bandiera)       | P     | Bhaskar Roy            |
| 23 | Paesi Bassi (bandiera) | C     | Abdenasser El Khayati  |
| 24 | Scozia (bandiera)      | A     | Greg Stewart           |
| 27 | India (bandiera)       | D     | Nathan Asher Rodrigues |
| 28 | India (bandiera)       | A     | Ayush Chhikara         |
| 29 | India (bandiera)       | A     | Bipin Singh            |
| 30 | Argentina (bandiera)   | A     | Jorge Pereyra Díaz     |
| 31 | India (bandiera)       | D     | Akash Mishra           |
| 32 | India (bandiera)       | P     | Ahan Prakash           |
| 34 | Spagna (bandiera)      | A     | Iker Guarrotxena       |
| 35 | Siria (bandiera)       | D     | Thaer Krouma           |
| 44 | India (bandiera)       | D     | Halen Nongtdu          |
| 45 | India (bandiera)       | C     | Lalengmawia            |
| 60 | India (bandiera)       | C     | Franklin Nazareth      |

### Altri giocatori
| N. |                  | Ruolo | Calciatore     |
| -- | ---------------- | ----- | -------------- |
|    | India (bandiera) | A     | Pranjal Bhumij |

| N. |                  | Ruolo | Calciatore   |
| -- | ---------------- | ----- | ------------ |
|    | India (bandiera) | A     | Chanso Horam |

### Staff tecnico
- Petr Kratky - Allenatore
- Hiroshi Miyazawa - Assistente
- Anthony Fernandes - Assistente
- Juanma Cruz - Allenatore portieri

## Calciomercato
| Acquisti | Acquisti               | Acquisti                         | Acquisti      |
| R.       | Nome                   | da                               | Modalità      |
| -------- | ---------------------- | -------------------------------- | ------------- |
| P        | Phurba Lachenpa        |                                  |               |
| P        | Mohammad Nawaz         |                                  |               |
| P        | Bhaskar Roy            |                                  |               |
| P        | Ahan Prakash           |                                  |               |
| D        | Rostyn Griffiths       |                                  |               |
| D        | Tiri                   |                                  | Svincolato    |
| D        | Valpuia                | Punjab FC                        | Fine prestito |
| D        | Naocha Singh           | Punjab FC                        | Fine prestito |
| D        | Rahul Bheke            |                                  |               |
| D        | Mehtab Singh           |                                  |               |
| D        | Akash Mishra           | Hyderabad                        | Definitivo    |
| D        | Nathan Asher Rodrigues | Reliance Foundation Young Champs | Definitivo    |
| D        | Sanjeev Stalin         |                                  |               |
| D        | Halen Nongtdu          |                                  |               |
| C        | Raynier Fernandes      | Odisha                           | Fine prestito |
| C        | Alberto Noguera        |                                  |               |
| C        | Vinit Rai              | Odisha                           | Definitivo    |
| C        | Naorem Tondonba Singh  | NEROCA                           | Fine prestito |
| C        | Franklin Nazareth      | Reliance Foundation Young Champs | Definitivo    |
| C        | Yoëll van Nieff        | Puskás Akadémia                  | Definitivo    |
| C        | Lalengmawia            |                                  |               |
| C        | Seilenthang Lotjem     | Sudeva Delhi                     | Definitivo    |
| C        | Abdenasser El Khayati  |                                  | Svincolato    |
| A        | Bipin Singh            |                                  |               |
| A        | Jorge Pereyra Díaz     |                                  |               |
| A        | Greg Stewart           |                                  |               |
| A        | Pranjal Bhumij         | Punjab FC                        | Fine prestito |
| A        | Chanso Horam           | Rajasthan Utd                    | Fine prestito |
| A        | Vikram Pratap Singh    |                                  |               |
| A        | Ayush Chhikara         |                                  |               |
| A        | Jayesh Rane            | Bengaluru                        | Prestito      |
| A        | Lallianzuala Chhangte  |                                  |               |
| A        | Gurkirat Singh         |                                  |               |

| Cessioni | Cessioni               | Cessioni        | Cessioni      |
| R.       | Nome                   | a               | Modalità      |
| -------- | ---------------------- | --------------- | ------------- |
| D        | Mourtada Fall          | Odisha          | Definitivo    |
| D        | Mandar Rao Dessai      |                 | Svincolato    |
| D        | Hardik Bhatt           | Rajasthan Utd   | Fine prestito |
| D        | Gursimrat Singh Gill   |                 | Svincolato    |
| D        | Amey Ranawade          | Odisha          | Prestito      |
| D        | Naocha Singh           | Kerala Blasters | Prestito      |
| C        | Raynier Fernandes      | FC Goa          | Definitivo    |
| C        | Rowllin Borges         | FC Goa          | Prestito      |
| C        | Ahmed Jahouh           | Odisha          | Definitivo    |
| C        | Vignesh Dakshinamurthy | Hyderabad       | Definitivo    |
| C        | Asif Khan              | Inter Kashi     | Definitivo    |
| C        | Jackichand Singh       | Inter Kashi     | Definitivo    |
| C        | Gyamar Nikum           | Inter Kashi     | Prestito      |
| C        | Naorem Tondonba Singh  | Delhi           | Prestito      |
| A        | Pranjal Bhumij         | Odisha          | Definitivo    |

### Mercato invernale
| Acquisti | Acquisti         | Acquisti            | Acquisti   |
| R.       | Nome             | da                  | Modalità   |
| -------- | ---------------- | ------------------- | ---------- |
| D        | Thaer Krouma     | Al-Fotuwa           | Definitivo |
| A        | Iker Guarrotxena |                     | Svincolato |
| A        | Jakub Vojtuš     | FC Politehnica Iași | Definitivo |

| Cessioni | Cessioni              | Cessioni   | Cessioni   |
| R.       | Nome                  | a          | Modalità   |
| -------- | --------------------- | ---------- | ---------- |
| C        | Abdenasser El Khayati |            | Svincolato |
| C        | Rostyn Griffiths      |            | Svincolato |
| A        | Greg Stewart          | Kilmarnock | Definitivo |

### Cambio di allenatore
| Allenatore in uscita | Motivo      | Dal            | Fino al          | Allenatore in entrata | A partire dal   |
| -------------------- | ----------- | -------------- | ---------------- | --------------------- | --------------- |
| Des Buckingham       | Rescissione | 8 ottobre 2021 | 16 novembre 2023 | Petr Kratky           | 6 dicembre 2023 |

## Risultati

### Indian Super League
| Arbitro: | Nathan S. |

|                   |           |                             |
| Parthib Gogoi 32’ | Marcatori | 26’, 38’ Jorge Pereyra Díaz |

| Arbitro: | Banerjee P. |

|                                                    |           |                                             |
| Jerry Mawihmingthanga 45+1’ Roy Krishna 76’ (Rig.) | Marcatori | 47’ Rostyn Griffiths 88’ Jorge Pereyra Díaz |

| Mumbai 8 ottobre 2023, ore 16:30 UTC+5:30 3ª giornata                                             | Mumbai City | 2 – 1 referto          | Kerala Blasters | Mumbai Football Arena |
| \| \| \| \| \| Jorge Pereyra Díaz 45+4’ Lalengmawia 66’ \| Marcatori \| 57’ Danish Farooq Bhat \| |             |                        |                 |                       |
|                                                                                                   |             |                        |                 |                       |
| Jorge Pereyra Díaz 45+4’ Lalengmawia 66’                                                          | Marcatori   | 57’ Danish Farooq Bhat |                 |                       |

| Arbitro: | Kumar Gupta R. |

|                                  |           |                    |
| Greg Stewart 44’ Bipin Singh 73’ | Marcatori | 25’ Jason Cummings |

| Arbitro: | Mohamed J. |

|                           |           |                   |
| Manoj Mohammad 76’ (A.g.) | Marcatori | 90+6’ (A.g.) Tiri |

| Arbitro: | Kumar Gupta R. |

|                                         |           |                 |
| Greg Stewart 82’ Jorge Pereyra Díaz 82’ | Marcatori | 38’ Luka Majcen |

| Arbitro: | Nagvenkar T. |

|                                       |           |                                                     |
| Madih Talal 37’ Wilmar Jordán Gil 39’ | Marcatori | 16’ Lallianzuala Chhangte 53’, 64’ Iker Guarrotxena |

| Margao 12 dicembre 2023, ore 15:30 UTC+5:30 8ª giornata | FC Goa         | 0 – 0 referto | Mumbai City | Fatorda Stadium\| Arbitro: \| Purkayastha A. \| |
| Arbitro:                                                | Purkayastha A. |               |             |                                                 |

| Arbitro: | Nathan S. |

|  |           | |
|  | Marcatori | 11’ Abdenasser El Khayati 30’ Akash Mishra 57’ (Rig.) Jorge Pereyra Díaz 61’ (Rig.) Lallianzuala Chhangte |

| Mumbai 16 dicembre 2023, ore 15:30 UTC+5:30 10ª giornata | Mumbai City | 0 – 0 referto | East Bengal | Mumbai Football Arena\| Arbitro: \| Kumar A. \| |
| Arbitro:                                                 | Kumar A.    |               |             |                                                 |

| Arbitro: | Kundu H. |

|                                             |           |  |
| Dīmītrīs Diamantakos 11’ Kwame Peprah 45+5’ | Marcatori |  |

| Arbitro: | Mondal P. |

|                                                                             |           |  |
| Lallianzuala Chhangte 52’ Vikram Partap Singh 80’ (Rig.) Gurkirat Singh 90’ | Marcatori |  |

| Arbitro: | Banerjee P. |

|                              |           |  |
| Vikram Partap Singh 42’, 58’ | Marcatori |  |

| Arbitro: | Kumar Gupta R. |

|  |           |                        |
|  | Marcatori | 71’, 90+1’ Bipin Singh |

| Arbitro: | Venkatesh R. |

|  |           |                      |
|  | Marcatori | 24’ Iker Guarrotxena |

| Arbitro: | Mondal P. |

|                         |           |                    |
| Vikram Partap Singh 46’ | Marcatori | 61’ Mohammad Yasir |

| Arbitro: | Nathan S. |

|                              |           |                                                |
| Tiri 13’ Alberto Noguera 32’ | Marcatori | 55’ Imran Khan 59’, 86’ (Rig.) Jérémy Manzorro |

| Arbitro: | Venkatesh R. |

|                                      |           |                           |
| Liston Colaco 28’ Jason Cummings 81’ | Marcatori | 89’ Lallianzuala Chhangte |

| Arbitro: | Venkatesh R. |

|                                                               |           |               |
| Vikram Partap Singh 3’, 10’, 80’ Yoëll van Nieff 45+7’ (Rig.) | Marcatori | 79’ Jithin MS |

| Arbitro: | Banerjee P. |

|  |           |                                                                          |
|  | Marcatori | 18’ Lallianzuala Chhangte 31’ Mehtab Singh 90’ (Rig.) Jorge Pereyra Díaz |

| Arbitro: | Mondal P. |

|                                                  |           |                    |
| Jorge Pereyra Díaz 22’ Lallianzuala Chhangte 61’ | Marcatori | 25’ Diego Maurício |

| Arbitro: | Kumar A. |

|                    |           |                           |
| Javier Siverio 60’ | Marcatori | 74’ Lallianzuala Chhangte |

La partita è stata vinta 3-0 a tavolino dal Mumbai City come stabilito dall'All India Football Federation per via del fatto che lo Jamshedpur non ha schierato sette calciatori nazionali nell'intera partita secondo le regole dell'ISL.

#### Andamento in campionato
| Giornata  | 1 | 2 | 3 | 4 | 5 | 6 | 7 | 8 | 9 | 10 | 11 | 12 | 13 | 14 | 15 | 16 | 17 | 18 | 19 | 20 | 21 | 22 |
| --------- | - | - | - | - | - | - | - | - | - | -- | -- | -- | -- | -- | -- | -- | -- | -- | -- | -- | -- | -- |
| Luogo     | T | T | C | C | C | C | T | T | T | C  | T  | C  | C  | T  | T  | C  | C  | T  | C  | T  | C  | T  |
| Risultato | V | N | V | V | N | V | V | N | V | N  | P  | V  | V  | V  | V  | N  | P  | P  | V  | V  | V  | V  |
| Posizione | 5 | 6 | 3 | 2 | 2 | 2 | 2 | 2 | 2 | 2  | 3  | 3  | 2  | 1  | 1  | 1  | 2  | 2  | 2  | 2  | 2  | 2  |

Legenda:

Luogo: C = Casa; T = Trasferta. Risultato: V = Vittoria; N = Pareggio; P = Sconfitta.

#### Semifinale
| Arbitro: | Mondal P. |

|                                                |           |                                                            |
| Boris Singh Thangjam 16’ Brandon Fernandes 56’ | Marcatori | 90’, 90+6’ Lallianzuala Chhangte 90+2’ Vikram Partap Singh |

| Arbitro: | Kundu H. |

|                                                  |           |  |
| Jorge Pereyra Díaz 69’ Lallianzuala Chhangte 83’ | Marcatori |  |

#### Finale
| Arbitro: | Venkatesh R. |

|                    |           |                                                           |
| Jason Cummings 44’ | Marcatori | 53’ Jorge Pereyra Díaz 81’ Bipin Singh 90+4’ Jakub Vojtuš |

| Mohun Bagan Super Giant | Mumbai City |

|                     |    |                      |        |       |
|                     |    |                      |        |       |
| GK                  | 1  | Vishal Kaith         |        |       |
| CB                  | 4  | Anwar Ali            |        |       |
| CB                  | 26 | Héctor Yuste         |        |       |
| CB                  | 15 | Subashish Bose (c)   |        |       |
| RM                  | 11 | Manvir Singh         |        |       |
| CM                  | 8  | Joni Kauko           |        |       |
| CM                  | 22 | Deepak Tangri        | 84’    |       |
| LM                  | 17 | Liston Colaco        | 90+10’ |       |
| RW                  | 9  | Dimitri Petratos     |        |       |
| CF                  | 35 | Jason Cummings       |        |       |
| LW                  | 7  | Anirudh Thapa        | 70’    |       |
| A disposizione:     |    |                      |        |       |
| CM                  | 18 | Sahal Abdul Samad    | 70’    | 90+2’ |
| CF                  | 25 | Kiyan Nassiri        | 84’    |       |
| CB                  | 45 | Amandeep Vrish Bhan  |        |       |
| CB                  | 32 | Dippendu Biswas      |        |       |
| CB                  | 5  | Brendan Hamill       |        |       |
| CM                  | 14 | Lalrinliana Hnamte   |        |       |
| CM                  | 33 | Glan Martins         |        |       |
| GK                  | 31 | Arsh Shaikh          |        |       |
| CM                  | 16 | Abhishek Suryavanshi |        |       |
| Allenatore          |    |                      |        |       |
| Antonio López Habas |    |                      |        |       |

|                 |    |                        |     |       |
|                 |    |                        |     |       |
| GK              | 1  | Phurba Lachenpa        |     |       |
| RB              | 2  | Rahul Bheke (c)        |     |       |
| CB              | 35 | Thaer Krouma           |     |       |
| CB              | 4  | Tiri                   |     |       |
| LB              | 5  | Mehtab Singh           |     |       |
| CM              | 10 | Alberto Noguera        | 69’ |       |
| CM              | 20 | Jayesh Rane            | 70’ | 78’   |
| CM              | 45 | Lalengmawia            |     |       |
| RW              | 7  | Lallianzuala Chhangte  |     |       |
| CF              | 30 | Jorge Pereyra Díaz     | 72’ |       |
| LW              | 6  | Vikram Partap Singh    | 65’ |       |
| A disposizione: |    |                        |     |       |
| CF              | 29 | Bipin Singh            | 69’ |       |
| CF              | 9  | Jakub Vojtuš           | 72’ | 90+9’ |
| CM              | 16 | Vinit Rai              | 78’ |       |
| GK              | 13 | Mohammad Nawaz         |     |       |
| CM              | 60 | Franklin Nazareth      |     |       |
| CB              | 27 | Nathan Asher Rodrigues |     |       |
| CF              | 11 | Gurkirat Singh         |     |       |
| CB              | 17 | Sanjeev Stalin         |     |       |
| CB              | 3  | Valpuia                |     |       |
| Allenatore      |    |                        |     |       |
| Petr Kratky     |    |                        |     |       |

### Super Cup
| Bhubaneswar 10 gennaio 2024, ore 09:30 UTC+5:30 1ª giornata                                              | Mumbai City | 2 – 1 referto    | Gokulam Kerala | Kalinga Stadium (200 spett.) |
| \| \| \| \| \| Ayush Chhikara 77’ Abdenasser El Khayati 90+7’ (Rig.) \| Marcatori \| 23’ Álex Sánchez \| |             |                  |                |                              |
| |             |                  |                |                              |
| Ayush Chhikara 77’ Abdenasser El Khayati 90+7’ (Rig.)                                                    | Marcatori   | 23’ Álex Sánchez |                |                              |

| Bhubaneswar 16 gennaio 2024, ore 15:00 UTC+5:30 2ª giornata                                             | Mumbai City | 3 – 2 referto        | Punjab FC | Kalinga Stadium (100 spett.) |
| \| \| \| \| \| Ayush Chhikara 37’, 56’ Seilenthang Lotjem 90+3’ \| Marcatori \| 28’, 87’ Luka Majcen \| |             |                      |           |                              |
| |             |                      |           |                              |
| Ayush Chhikara 37’, 56’ Seilenthang Lotjem 90+3’                                                        | Marcatori   | 28’, 87’ Luka Majcen |           |                              |

| Bhubaneswar 21 gennaio 2024, ore 15:00 UTC+5:30 3ª giornata | Mumbai City | 1 – 0 referto | Chennaiyin | Kalinga Stadium |
| \| \| \| \| \| Valpuia 24’ \| Marcatori \| \|               |             |               |            |                 |
|                                                             |             |               |            |                 |
| Valpuia 24’                                                 | Marcatori   |               |            |                 |

#### Andamento nel girone
| Giornata  | 1 | 2 | 3 |  |
| --------- | - | - | - |  |
| Luogo     | C | C | C |  |
| Risultato | V | V | V |  |
| Posizione | 1 | 1 | 1 |  |

Legenda:

Luogo: C = Casa; T = Trasferta. Risultato: V = Vittoria; N = Pareggio; P = Sconfitta.

#### Semifinali
| Bhubaneswar 25 gennaio 2024, ore 15:00 UTC+5:30             | Mumbai City | 0 – 1 referto             | Odisha | Kalinga Stadium |
| \| \| \| \| \| \| Marcatori \| 44’ (Rig.) Diego Maurício \| |             |                           |        |                 |
|                                                             |             |                           |        |                 |
|                                                             | Marcatori   | 44’ (Rig.) Diego Maurício |        |                 |

### Durand Cup
| Arbitro: | Harish Kundu |

|                        |           |                                                                       |
| David Lalhlansanga 42’ | Marcatori | 12’ Rostyn Griffiths 24’ Jorge Pereyra Díaz 35’ Lallianzuala Chhangte |

| Arbitro: | Pranjal Banerjee |

|                                                                                     |           |  |
| Jorge Pereyra Díaz 7’, 13’ Alberto Noguera 39’ Yoëll van Nieff 47’ Greg Stewart 54’ | Marcatori |  |

| Calcutta 19 agosto 2023, ore 11:00 UTC+5:30 3ª giornata                                                                   | Mumbai City | 4 – 0 referto | Indian Navy | Salt Lake Stadium |
| \| \| \| \| \| Jorge Pereyra Díaz 24’ Greg Stewart 62’ Gurkirat Singh 75’ Nathan Asher Rodrigues 90+4’ \| Marcatori \| \| |             |               |             |                   |
| |             |               |             |                   |
| Jorge Pereyra Díaz 24’ Greg Stewart 62’ Gurkirat Singh 75’ Nathan Asher Rodrigues 90+4’                                   | Marcatori   |               |             |                   |

#### Andamento nel girone
| Giornata  | 1 | 2 | 3 |  |
| --------- | - | - | - |  |
| Luogo     | T | C | C |  |
| Risultato | V | V | V |  |
| Posizione | 1 | 1 | 1 |  |

Legenda:

Luogo: C = Casa; T = Trasferta. Risultato: V = Vittoria; N = Pareggio; P = Sconfitta.

#### Quarti di finale
| Calcutta 27 agosto 2023, ore 14:30 UTC+5:30                                                               | Mumbai City | 1 – 3 referto                                    | Mohun Bagan SG | Salt Lake Stadium (19 735 spett.) |
| \| \| \| \| \| Jorge Pereyra Díaz 28’ \| Marcatori \| 9’ Jason Cummings 30’ Hugo Boumous 63’ Anwar Ali \| |             |                                                  |                |                                   |
| |             |                                                  |                |                                   |
| Jorge Pereyra Díaz 28’                                                                                    | Marcatori   | 9’ Jason Cummings 30’ Hugo Boumous 63’ Anwar Ali |                |                                   |

### AFC Champions League

#### Fase a gironi
| Arbitro: | Shaun Evans |

|  |           |                                            |
|  | Marcatori | 34’ Ehsan Hosseini 62’ Mohammad Reza Azadi |

| Arbitro: | Nasaruddin M. |

|                                                                          |           |  |
| Jamshid Iskanderov 52’ Jasurbek Yaxshiboyev 58’ Doniyor Abdumannopov 88’ | Marcatori |  |

| Arbitro: | Aljaafari M. T. |

| |           |  |
| Aleksandar Mitrović 5’, 67’, 80’ Sergej Milinković-Savić 75’ Mohammed Al-Breik 82’ Abdulellah Al-Malki 90+5’ | Marcatori |  |

| Arbitro: | Makhadmeh A. |

|  |           |                                     |
|  | Marcatori | 62’ Michael 85’ Aleksandar Mitrović |

| Arbitro: | Hattab H. |

|                                                  |           |  |
| Mohammad Reza Azadi 14’ Halen Nongtdu 32’ (A.g.) | Marcatori |  |

| Arbitro: | Nasaruddin M. |

|                           |           |                                          |
| Abdenasser El Khayati 52’ | Marcatori | 29’ Jamshid Iskanderov 45+3’ Jovan Đokić |

##### Andamento nel girone
| Giornata  | 1 | 2 | 3 | 4 | 5 | 6 |
| --------- | - | - | - | - | - | - |
| Luogo     | C | T | T | C | T | C |
| Risultato | P | P | P | P | P | P |
| Posizione | 4 | 4 | 4 | 4 | 4 | 4 |

Legenda:

Luogo: C = Casa; T = Trasferta. Risultato: V = Vittoria; N = Pareggio; P = Sconfitta.